# Anthony Benna
Anthony Benna (ur. 25 września 1987 w Cluses) – francuski narciarz dowolny, specjalizujący się w jeździe po muldach. Najlepszy wynik na mistrzostwach świata osiągnął podczas mistrzostw w Kreischbergu, gdzie wywalczył mistrzostwo świata w jeździe po muldach. Zajął także 23. miejsce w jeździe po muldach na igrzyskach olimpijskich w Soczi. Najlepsze wyniki w Pucharze Świata osiągnął w sezonie 2014/2015, kiedy to zajął 12. miejsce w klasyfikacji generalnej, a w klasyfikacji jazdy po muldach był czwarty.

## Osiągnięcia

### Igrzyska olimpijskie
| Miejsce | Dzień     | Rok  | Miejscowość | Konkurencja      | Zwycięzca          |
| ------- | --------- | ---- | ----------- | ---------------- | ------------------ |
| 30.     | 14 lutego | 2010 | Vancouver   | Jazda po muldach | Alexandre Bilodeau |
| 23.     | 10 lutego | 2014 | Soczi       | Jazda po muldach | Alexandre Bilodeau |
| 13.     | 12 lutego | 2018 | Pjongczang  | Jazda po muldach | Mikaël Kingsbury   |

### Mistrzostwa świata
| Miejsce | Dzień       | Rok  | Miejscowość          | Konkurencja      | Zwycięzca                 |
| ------- | ----------- | ---- | -------------------- | ---------------- | ------------------------- |
| 16.     | 9 marca     | 2007 | Madonna di Campiglio | Jazda po muldach | Pierre-Alexandre Rousseau |
| 32.     | 7 marca     | 2009 | Inawashiro           | Jazda po muldach | Patrick Deneen            |
| 28.     | 8 marca     | 2009 | Inawashiro           | Muldy podwójne   | Alexandre Bilodeau        |
| 23.     | 6 marca     | 2013 | Voss                 | Jazda po muldach | Mikaël Kingsbury          |
| 18.     | 8 marca     | 2013 | Voss                 | Muldy podwójne   | Alexandre Bilodeau        |
| 1.      | 18 stycznia | 2015 | Kreischberg          | Jazda po muldach | -                         |
| 9.      | 19 stycznia | 2015 | Kreischberg          | Muldy podwójne   | Mikaël Kingsbury          |
| 6.      | 8 marca     | 2017 | Sierra Nevada        | Jazda po muldach | Ikuma Horishima           |
| 12.     | 9 marca     | 2017 | Sierra Nevada        | Muldy podwójne   | Ikuma Horishima           |

### Puchar Świata

#### Miejsca w klasyfikacji generalnej
- sezon 2005/2006: 156.
- sezon 2006/2007: 46.
- sezon 2007/2008: 84.
- sezon 2008/2009: 17.
- sezon 2009/2010: 59.
- sezon 2010/2011: 112.
- sezon 2011/2012: 55.
- sezon 2012/2013: 75.
- sezon 2013/2014: 54.
- sezon 2014/2015: 12.
- sezon 2015/2016: 46.
- sezon 2016/2017: 89.
- sezon 2017/2018: 172.

#### Miejsca na podium w zawodach
1. Méribel – 18 grudnia 2008 (muldy podwójne) – 3. miejsce
2. Ruka – 10 grudnia 2011 (jazda po muldach) – 3. miejsce
3. Méribel – 20 grudnia 2011 (muldy podwójne) – 2. miejsce
4. Ruka – 13 grudnia 2014 (muldy podwójne) – 3. miejsce
5. Megève – 12 marca 2015 (muldy podwójne) – 1. miejsce
6. Deer Valley – 6 lutego 2016 (muldy podwójne) – 1. miejsce